# Jozef Galik
Jozef Galik (23. března 1914 - ???) byl slovenský a československý politik a poúnorový bezpartijní poslanec Národního shromáždění ČSSR.

## Biografie
Ve volbách roku 1960 byl zvolen do Národního shromáždění ČSSR za Východoslovenský kraj jako bezpartijní poslanec. V Národním shromáždění zasedal až do konce jeho funkčního období, tedy do voleb v roce 1964.